# 马斯霍尔姆
马斯霍尔姆（德語：Maasholm）是德国石勒苏益格－荷尔斯泰因州的一个市镇。总面积8.40平方公里，总人口639人，其中男性312人，女性327人（2011年12月31日），人口密度76人/平方公里。